# Proteàcies
Les proteàcies (Proteaceae) són una família d'angiospermes de l'ordre de les proteals (Proteales). Es troben a tot l'hemisferi Sud.

## Característiques
- Les nous de Macadamia es cultiven comercialment a Queensland, a Hawaii i a Califòrnia.
- Les plantes del gènere Protea són plantes emblemàtiques de l'Àfrica del Sud.

## Gèneres
Les proteàcies inclouen 80 gèneres:
Subfamília Bellendenoideae
Bellendena
Subfamília Persoonioideae
Tribu Placospermeae
Placospermum
Tribu Persoonieae
Toronia — Garnieria — Acidonia — Persoonia
Subfamília Symphionematoideae
Agastachys — Symphionema
Subfamília Proteoideae
Incertae sedis
Eidothea — Beauprea — Beaupreopsis — Dilobeia — Cenarrhenes — Franklandia
Tribu Conospermeae
Subtribu Stirlingiinae
Stirlingia
Subtribu Conosperminae
Conospermum — Synaphea
Tribu Petrophileae
Petrophile — Aulax
Tribu Proteeae
Protea — Faurea
Tribu Leucadendreae
Subtribu Isopogoninae
Isopogon
Subtribu Adenanthinae
Adenanthos
Subtribu Leucadendrinae
Leucadendron — Serruria — Paranomus — Vexatorella — Sorocephalus — Spatalla — Leucospermum — Mimetes — Diastella — Orothamnus
Subfamília Grevilleoideae
Incertae sedis
Sphalmium — Carnarvonia
Tribu Roupaleae
Incertae sedis
Megahertzia — Knightia — Eucarpha — Triunia
Subtribu Roupalinae
Roupala — Neorites — Orites
Subtribu Lambertiinae
Lambertia — Xylomelum
Subtribu Heliciinae
Helicia — Hollandaea
Subtribu Floydiinae
Darlingia — Floydia
Tribu Banksieae
Subtribu Musgraveinae
Musgravea — Austromuellera
Subtribu Banksiinae
Banksia — Dryandra
Tribu Embothrieae
Subtribu Lomatiinae
Lomatia
Subtribu Embothriinae
Embothrium — Oreocallis — Alloxylon — Telopea
Subtribu Stenocarpinae
Stenocarpus — Strangea
Subtribu Hakeinae
Opisthiolepis — Buckinghamia — Hakea — Grevillea — Finschia
Tribu Macadamieae
Subtribu Macadamiinae
Macadamia — Panopsis — Brabejum
Subtribu Malagasiinae
Malagasia — Catalepidia
Subtribu Virotiinae
Virotia — Athertonia — Heliciopsis
Subtribu Gevuininae
Cardwellia — Sleumerodendron — Euplassa — Gevuina — Bleasdalea — Hicksbeachia — Kermadecia — Turrillia